# International Flying Services
La società fu fondata nel 1983 con la ragione sociale Flying Services, iniziando le attività di volo dopo poco tempo dalla base di armamento di Aeroporto di Bergamo-Orio al Serio. Effettuava consegna celere di posta e di collettame per conto di terzi con velivoli di piccole dimensioni. Ideatore, fondatore e primo direttore fu Cesare Musumeci.
Nel 1989 la denominazione fu mutata in IFS-International Flying Services, a sottolineare la più ampia area di attività. Infatti, tra la clientela, si annoveravano entità di grosso calibro del settore: DHL, UPS, SDA ecc. La flotta era stata aggiornata a questo tipo di trasporti: tre veloci Swearingen-Fairchild "Metroliner", un Beechcraft "King Air 200", un Rockwell Turbo Commander 690. La capacità di carico complessiva andava da 6 a 19 passeggeri oppure da 800 a 2.000 chilogrammi di merce.
Nel 1991 furono avviate anche le prime attività di charter vero e proprio utilizzando un "Metroliner" allestito per 19 posti. Destinazioni ricorrenti erano l'Europa Orientale, Cipro, la Tunisia. Un Beechcraft Beechjet 400 era invece impiegato per servizi veloci tipicamente aero-taxi.
Il 28 maggio 1993 venivano inaugurati i primi servizi regolari, mantenuti per tutto il successivo periodo estivo: un collegamento tra l'Isola d'Elba e Firenze (bigiornaliero), Pisa (bigiornaliero) e Bergamo (trisettimanale) effettuato con un agile e robusto biturbina Dornier 228 da 19 posti noleggiato direttamente dai costruttori. Le prenotazioni avvenivano tramite il sistema SIGMA/ARCO di Alitalia.
Il 23 dicembre 1997 tutte le attività vennero interrotte e, dopo un periodo di riorganizzazione di pochi giorni, la società assunse la nuova ragione sociale EuReCa.